# Ew
Ew – dwuznak składający się z liter E i W. Występuje w ortografii języka angielskiego. Oznacza dźwięk wymawiany w iloczasie jako sylaba ju lub jak polskie u.